# Dobri Do (Pirot)
Pour les articles homonymes, voir Dobri Do.
Dobri Do (en serbe cyrillique : Добри До) est un village de Serbie situé dans la municipalité de Pirot, district de Pirot. Au recensement de 2011, il comptait 57 habitants.

## Démographie
| 1948  | 1953  | 1961  | 1971 | 1981 | 1991 | 2002 | 2011 |
| ----- | ----- | ----- | ---- | ---- | ---- | ---- | ---- |
| 1 222 | 1 146 | 1 001 | 801  | 473  | 231  | 116  | 57   |

|  |